# Gedenkstätte Stille Helden
Die Gedenkstätte Stille Helden ist eine Gedenkstätte in Berlin für den Widerstand gegen die Judenverfolgung 1933 bis 1945.
Die Dauerausstellung erinnert an mutige Menschen, die während der nationalsozialistischen Gewaltherrschaft verfolgten Juden beistanden. Das Beispiel der vielfach als „stille Helden“ bezeichneten Helfer zeigt, dass es auch unter den Bedingungen der NS-Diktatur und des Zweiten Weltkrieges Handlungsspielräume und Entscheidungsmöglichkeiten gab, um Verfolgte vor tödlicher Bedrohung zu bewahren.

## Geschichte

### Die Gedenkstätte Stille Helden im Haus der einstigen Werkstatt von Otto Weidt (2008–2017)
Im Haus Schwarzenberg, dem Gebäude der einstigen Besen- und Bürstenbinderwerkstatt von Otto Weidt, einem Judenretter, in der Rosenthaler Straße 39 in Berlin-Mitte wurde am 27. Oktober 2008 die Gedenkstätte Stille Helden eröffnet. Sie wurde von der Stiftung Gedenkstätte Deutscher Widerstand betreut.
Die Anregung für die Gedenkstätte gab der Verein Gegen Vergessen – Für Demokratie. Maßgeblich beteiligt war Inge Deutschkron. Bei der Recherche konnte man auf das von Wolfgang Benz geleitete Forschungsprojekt „Rettung von Juden im nationalsozialistischen Deutschland 1933–1945“ des Zentrums für Antisemitismusforschung der Technischen Universität Berlin zurückgreifen.
Im ersten Stockwerk konnten an acht Medientischen exemplarische Schicksale aufgerufen werden. Der zweite Stock war der Einzeldarstellung von gelungenen, aber auch von gescheiterten Rettungsversuchen gewidmet. Außerdem konnte man an acht Bildschirmen Näheres zu den Lebensläufen und Schicksalen von Rettern und Geretteten erfahren.
In Vorbereitung auf den Umzug zum neuen Standort in der Gedenkstätte Deutscher Widerstand schloss die Gedenkstätte in der Rosenthaler Straße im Oktober 2017.

### Die Gedenkstätte Stille Helden in der Gedenkstätte Deutscher Widerstand (ab 2018)
Nach dem Umzug in die Räumlichkeiten der Gedenkstätte Deutscher Widerstand in der Stauffenbergstraße 13–14 in Berlin-Mitte wurde die Gedenkstätte Stille Helden am 14. Februar 2018 wiedereröffnet. Da am neuen Standort mehr Platz zur Verfügung steht, konnte die Ausstellung erweitert werden.

## Geehrte Personen in der Gedenkstätte (Auswahl)
- Elisabeth Goes (1911–2007)
- Oskar Huth (1918–1991)
- Heinrich List (1882–1942) und Maria List
- Luise Meier (1885–1979)
- Max Michailow (1912–1991)
- Harald Poelchau (1903–1972)
- Herta Zerna (1907–1988)